# Vortigern
Vortigern (anche Vortiger, Vortigen, e, in gallese, Gwrtheyrn; 419? – 477?) è stato un condottiero britanno del V secolo.
Viene descritto dalle fonti storiche e letterarie come crudele e privo di scrupoli nel suo tentativo di unificare la Britannia, e quindi come uno dei peggiori re britanni. "Vortigern" non è probabilmente un nome proprio, ma piuttosto un titolo che significa "despota" ("Wawr-Tigherne" o "capo assoluto"). Viene anche identificato come colui che, nel 449, chiamò i Sassoni, insieme agli Juti ed agli Angli, per combattere come mercenari, aprendo così a costoro la conquista dell'isola.
Sebbene gli storici concordino nel considerare Vortigern come un personaggio realmente esistito, gran parte della tradizione che lo riguarda è costituita da leggende e racconti epici. Anche a causa di un'incerta etimologia, sono diffuse numerose trascrizioni del suo nome, tra cui Vortiger, Vortigen, Vortingen, Vortingern, Gwrtheyrn in gallese e Urtigernus in latino.

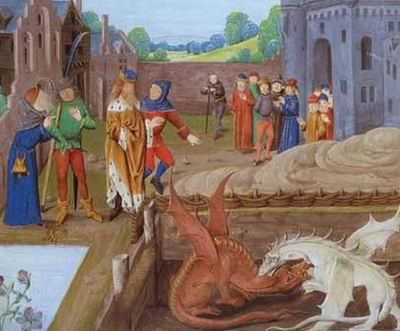
Vortigern

Tra le varie leggende che circondano questo sovrano, spiccano più di tutte quelle appartenenti al ciclo arturiano.
Secondo alcuni autori medioevali, infatti, Vortigern è legato alla figura del mago Merlino, e soprattutto nei racconti più famosi (come quelli di Goffredo di Monmouth, Robert de Boron e quelli del Lancillotto in prosa) Vortigern viene ucciso; dopo la sua morte segue una ribellione causata da Ambrosio Aureliano e da Uther Pendragon (ovvero lo zio e il padre del famoso re Artù).

## Il contesto storico
Man mano che la crisi dell'Impero romano d'Occidente si andava accentuando, la Britannia diventava progressivamente meno controllabile e meno conveniente da gestire per Roma. Attorno al 350, quando le legioni stanziate nell'isola non ricevettero più rinforzi dal potere centrale (gli ultimi rinforzi erano composti da mercenari barbari di stirpe iranica, gli Alani ed i Sarmati, nella cui mitologia si trovano leggende assimilabili alla saga arturiana de "La spada nella roccia"), la situazione precipitò. Anche la Britannia era soggetta a sempre maggiori attacchi dall'esterno: da parte dei Sassoni dall'est, dagli Irlandesi da ovest e dai Caledoni da nord dal 367, tanto che venne creata, nel 369, la nuova provincia di Valentia nel Nord con capitale Luguvallium (Carlisle), a mo' di "stato-cuscinetto".
In questo clima di isolamento dal resto dell'Impero, la gran parte degli effettivi del presidio romano venne progressivamente arruolata fra la popolazione indigena. Si andò così instaurando una sorta di autogoverno che, pur fedele al potere centrale, godette di sempre maggiore autonomia. A partire dal 383 circa iniziarono le scorrerie dei pirati Sassoni, Angli e Juti lungo tutta la costa del Kent, a cui i Romani risposero con la costruzione di tutta una serie di fortificazioni costiere. Ma questa linea non fu sufficiente quando si verificò un assalto generale di Sassoni, Irlandesi e Attacotti, combinato con una rivolta generale della guarnigione sul Vallo di Adriano e sul Vallo di Antonino, una serie di forti posti circa 120 km a nord del Vallo di Adriano. Nel frattempo, sulla frontiera settentrionale si andarono intensificando le incursioni contro il Vallo di Adriano da parte dei Pitti e degli Scoti. Nel territorio provinciale si andò così diffondendo un clima di caos e anarchia.
In Britannia stazionavano quattro legioni, ma nel 402 il comandante in capo dell'esercito romano, il vandalo Stilicone, ne prelevò una per fronteggiare i Visigoti di Alarico e non la rimandò più nell'isola. Le legioni britanniche si ammutinarono per tre volte tra il 402 ed il 406, eleggendo tre imperatori, dei quali l'unico ad aver lasciato un segno nella storia fu Costantino III. Le ultime legioni furono richiamate sul continente nel primo decennio del V secolo. A partire dal 407 la zecca di Londinium (Londra) cessò la coniazione di monete per la paga dei legionari. Nel 408 un'incursione sassone fu apparentemente respinta dai Britanni appoggiati da pochi contingenti romani rimasti nell'isola in quanto sposati con donne indigene. La situazione doveva consistere in un'anarchia pressoché assoluta: le truppe romane si ritirarono dai territori settentrionali per concentrarsi nei porti meridionali in vista dell'imbarco, i mercenari in parte seguirono i romani in parte rimasero liberi sull'isola, i Britanni inquadrati nelle truppe romane in gran parte seguirono i loro commilitoni sul continente e molti legionari, sposati con donne locali, disertarono per rimanere in loco e nel 410 Zosimo attesta che i nativi isolani espulsero per ritorsione l'amministrazione civile romana (sebbene Zosimo potrebbe riferirsi alla rivolta dei Bretoni dell'Armorica).
L'assenza quasi totale di truppe e l'ennesima rivolta portarono l'Imperatore Flavio Onorio a respingere una successiva richiesta di aiuto da parte dei Britanni. La Britannia Romana giunse alla sua fine. A questo punto sembra che i Romano-Britanni siano stati lasciati soli a pensare alla propria difesa, così come sembrerebbe confermare appunto il rescritto di Onorio, citato dallo storico bizantino del VI secolo Zosimo, in cui l'imperatore inviterebbe la popolazione dell'isola a provvedere autonomamente alla propria difesa.
Nel 429 l'impero mandò in missione il vescovo Germano in Britannia per combattervi l'eresia pelagiana, che colà si stava diffondendo. Durante il suo soggiorno vi fu un violento attacco dai barbari alle città di Britannia, allora arruolò i Romani rimasti sull'isola, con i loro figli, per organizzare una difesa contro gli invasori e nel 429 riuscì inaspettatamente a respingerli nella battaglia detta dell'"Alleluia", in quanto fu ordinato di usare detta parola come grido di battaglia.
I rapporti tra Britanni e Romani erano stati caratterizzati da una sorta di amore-odio nei secoli precedenti, con frequenti insurrezioni della popolazione celtica contro Roma. Con la partenza dei Romani dall'isola in pochi anni si ritornò alla situazione di instabilità e di guerra continua che aveva caratterizzato la Britannia preromana e che rese così debole e vulnerabile l'isola al punto da far rimpiangere il governo romano. In questi anni si assistette, oltre alle lotte intestine per il predominio sulla Britannia, a un intensificarsi delle scorrerie di Juti, Angli, Sassoni, Frisoni, Pitti e Scoti.
Le guerre intestine sconvolsero l'isola per un trentennio, fino a quando, verso il 441, un capo-clan assoldò dei mercenari anglosassoni e juti per combattere e sconfiggere i capi rivali, alcuni dei quali di famiglie Romane, come pure lui il cui padre era un certo Vitalianus signore di Colonia Nervia Glevensium (Glouchester). Vortigern contava di usare questi mercenari germanici anche per proteggere i suoi domini dalle incursioni dei vicini barbari: Pitti, Scoti ed Attacotti. La tradizione identifica questo capo, di cui non si conosce il nome di battesimo, essendo Vortigern un semplice titolo, corrispondente più o meno al nostro "tiranno". Lo scontro decisivo tra Sassoni, al servizio di Vortigern e Pitti avvenne probabilmente a Vindolanda nel 452. La sanguinosa battaglia vide i Sassoni prevalere e da allora i Pitti, stando alle cronache posteriori, non fecero più incursioni a sud del Vallo di Adriano. La scelta di servirsi di barbari come mercenari, anziché di far ricorso a Roma, può esser stata obbligata dal fatto che, dal 440, il reale potere di Roma era praticamente confinato alla sola Italia. Per sancire l'ingresso dei Sassoni in Britannia venne celebrato il matrimonio tra Vortigern e la figlia del capo dei mercenari sassoni, cosa che non fu ben vista dai Britanni cristiani. I Sassoni erano infatti ancora pagani, mentre una parte dei Britanni era composta da cristiani, anche se questi seguivano l'eresia di Pelagio. Il prezzo dell'accordo con i Sassoni si rivelò molto oneroso, in quanto prevedeva la cessione del Kent, dell'isola di Thanet e dell'isola di Wight, il mantenimento da parte del popolo dei mercenari e delle loro famiglie che si stabilirono sul suolo britannico per sfuggire a una carestia che aveva colpito le loro terre d'origine: lo Jutland, l'Hannover e lo Schleswig-Holstein. Gli invasori Anglosassoni si accorsero ben presto che senza il loro aiuto Vortigern era incapace di mantenere il controllo dell'isola e di opporsi alle scorrerie di Pitti e Scoti. Il giogo imposto alla popolazione dai nuovi arrivati era però così pesante che nel 446 venne inviata una petizione al comandante in capo dell'esercito romano sul continente, Flavio Ezio, affinché sbarcasse e liberasse l'isola. La petizione, conosciuta come Gemitus Britannorum (in inglese "Groan of the Britons"), rimase però inascoltata perché i Romani erano impegnati a contenere gli Unni di Attila. Nel 449, non accontentati nelle loro richieste di nuove terre, i mercenari si ribellarono e furono raggiunti da nuovi contingenti. Nel 450 l'occupazione si estese a macchia d'olio a tutta la parte orientale dell'isola. I mercenari ebbero sicuramente la meglio sulle deboli truppe di Vortigern, che morì quasi certamente dopo pochi anni, forse nell'agguato teso dai Sassoni presso Stonehenge durante le trattative di pace in cui vennero massacrati numerosi capi dei Britanni (454). Beda tramanda che i Sassoni sbarcarono nel 449 d.C. nella non meglio precisata località del Kent di nome "Ipwinesfleet", ubicata secondo la maggioranza degli storici presso l'odierna Northsfleet, ad una trentina di km sud-est di Londra, lungo il corso del fiume Ebbsfleet, e gli Angli a Wippidsfleet, attuale Gravesend, poco più a sud di Northsfleet, dove presero terra i Sassoni, in qualità di mercenari al servizio del capo britanno locale Vortigern con cui combatterono la battaglia di Aegelesthrep (Aylesford) nel 455 d.C. e la battaglia di Crecganford (Crayford), per poi rivoltarsi contro di lui ed ucciderlo a tradimento. Dopo alcuni anni, i mercenari Sassoni si ribellarono e si verificarono scontri tra Britanni e Sassoni, per poi pervenire ad un accordo al fine di stipulare la pace, da tenersi una sera presso Stonehenge la notte del solstizio estivo. I convenuti, in numero di 500 per parte, avrebbero dovuto presentarsi completamente disarmati, salvo che i Sassoni erano nascostamente armati dei loro pugnali, che, al cenno convenuto del loro capo, estrassero e massacrarono a tradimento 460 disarmati Britanni. Nennio la chiama la "Notte dei lunghi coltelli", nome che venne nel 1934 rievocato dai nazisti per compiere la purga contro i propri squadristi. Nei sessant'anni successivi, nonostante alcune vittorie, come la famosa vittoria nella battaglia del Monte Badon, sotto la guida di Ambrosio Aureliano, i Britanni, a causa delle loro perenni rivalità interne, non seppero organizzare una difesa efficace e di lungo termine contro gli invasori germanici, cosicché furono ricacciati verso le aree montuose dell'ovest e del nord, lasciando la fertile pianura in mano agli invasori. Molti altri, però, emigrarono nel 458 in Gallia e in Spagna, rispettivamente in Bretagna e Galizia. Per assegnare l'Inghilterra agli anglosassoni decisiva fu la vittoria nella battaglia di Dyrham del 575 che relegò i britanni nelle tre enclavi montuose di Galles, Cornovaglia e Cumbria.

## Le fonti e i racconti su Vortigern

### Gildas
Il primo a narrare la storia di Vortigern fu nella prima metà del VI secolo lo storico Gildas nel De Excidio et Conquestu Britanniae, che racconta come tutti i consiglieri, in accordo col "superbus tyrannus" (Gildas chiama Vortigern con questo aggettivo, che significa Tiranno superbo), fecero l'errore di invitare i feroci Sassoni a stabilirsi in Britannia. Secondo Gildas, all'inizio nella parte orientale dell'isola si stabilì solo un piccolo gruppo di mercenari, invitati dal tiranno. Ma costoro chiamarono ben presto altri loro conterranei e così la colonia crebbe. Alla fine i Sassoni chiesero più terre e quando queste gli furono rifiutate ruppero il trattato e saccheggiarono le terre dei Romano-Britannici. Non è chiaro se Gildas abbia o meno menzionato esplicitamente Vortigern. Sebbene gran parte delle edizioni moderne della sua opera ometta questo nome, ci sono almeno due manoscritti che lo menzionano: nel Manoscritto 162 del XII secolo conservato nell'Avranches public library si parla di superbo tyranno Vortigerno e nel Manoscritto Ff. I.27 del XIII secolo conservato nella Cambridge University Library si parla di Gurthigerno Brittanorum duce. Il fatto che Beda menzioni questo nome rende probabile che anche Gildas lo fece. I dettagli che Gildas fornisce nel racconto, come quello che all'inizio i Sassoni giunsero con tre navi da guerra, fanno presupporre anche l'uso da parte sua di fonti anglosassoni. Gildas non definisce mai Vortigern re della Britannia. Lo chiama tiranno, ma non attribuisce solo a lui la decisione di chiamare i Sassoni, ma parla di un consiglio. Ciò farebbe pensare alla presenza di un governo basato sulla rappresentanza di tutte le civitates britanniche o per lo meno di parte di esse. Inoltre, Gildas non dipinge a tinte fosche Vortigern e non lo vede come figura malvagia, accusandolo solo di aver avuto scarso giudizio. Il trattato di Gildas, del 540 ha il pregio di esser quasi contemporaneo agli eventi narrati, ma non è ritenuto molto accurato e preciso dagli storici, in quanto, esistono prove archeologiche inconfutabili di un arruolamento di mercenari sassoni già tra il 260 ed il 340 come testimoniato da resti di capanne datate col radiocarbonio, di tipica fattura germanica alla foce del Tamigi, quindi in piena epoca romana. Inoltre, un primo contingente di sassoni venne accolto per respingere gli irlandesi dal Galles nel 408-411.

### Beda
Il primo a usare Gildas come fonte fu Beda, che viene elogiato dagli studiosi moderni per la sua erudizione e la sua capacità di analisi. Beda, che scrive nella prima metà dell'VIII secolo, per lo più parafrasa Gildas nella Historia Ecclesiastica Gentis Anglorum e nel De Temporum Ratione. Beda si limita solo ad aggiungere parecchi particolari, tra cui, probabilmente, il nome di questo "tiranno fiero", Vortigern. Dato che Beda fece ampio uso di Gildas è logico pensare che anche quest'ultimo abbia fatto il nome di Vortigern. Un altro particolare significativo che Beda ha aggiunto alla narrazione di Gildas è che definisce Vortigern re dei Britanni. Secondo Beda nel 446, "Marciano e Valentiniano III divennero imperatori, regnando per sette anni". Tuttavia, fornisce anche le date del 449-455 e 446-447, che non danno credito alla sua attendibilità. Tutto ciò dimostra che egli non utilizzò una sola fonte e che queste date sono frutto di calcoli approssimativi. Beda data la fine del dominio romano in Britannia al 410 o al 406, quando il primo usurpatore avrebbe cercato di scalzare il legittimo governo romano. Beda dà anche i nomi dei capi sassoni Hengest e Horsa, identificando le loro tribù coi Sassoni, Angli e Juti.

### Historia Brittonum

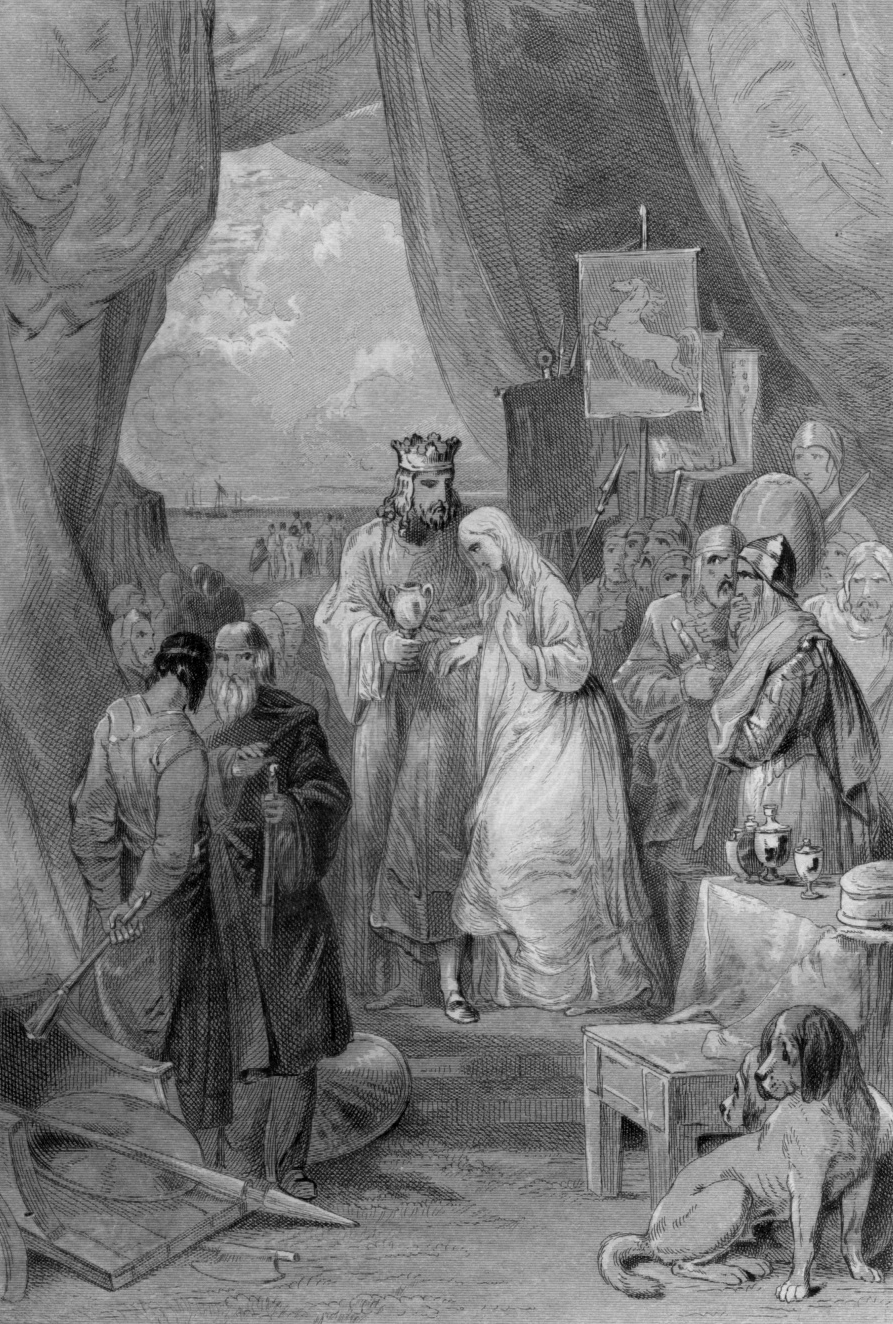
Vortigern and Rowena di William Harvey

Con il nome di Historia Brittonum si indica un'opera degli inizi del IX secolo attribuita a Nennio, monaco di Bangor, nel regno gallese del Gwynedd. L'autore, che menziona un gran numero di fonti che vanno dalle cronache asciutte a quelle colorite, è il primo a dipingere a tinte fosche la figura di Vortigern, che viene accusato di incesto e inganno, di essere spergiuro, di amare una donna pagana di nome Rowena e di avere vizi come l'orgoglio. La Historia Brittonum afferma che Vortigern (Guorthigirn) fece accordi con i Sassoni, con San Germano e con San Patrizio, parla di Re Artù e delle sue battaglie, menziona le genealogie inglesi, mescolando storia inglese e gallese e fornisce importanti calcoli cronologici soprattutto su Vortigern e sull'arrivo dei Sassoni in Britannia.
Oltre a quello che Gildas aggiunge di suo, nell'opera si riscontrano sei gruppi di tradizioni:
- materiale dalla Vita di San Germano;
- storie che spiegano perché Vortigern concesse terre in Britannia ai Sassoni: prima il Thanet per ricompensarli di aver servito come foederati, poi il resto del Kent in cambio della mano della figlia di Hengest e poi ancora l'Essex e il Sussex dopo che i Sassoni avevano ucciso a tradimento tutti i capi dei Britanni meno Vortigern per ricavarne un riscatto. Ma si tratta solo di leggende che servono a spiegare degli eventi.
- la storia di Ambrosio Aureliano e dei due draghi trovati sotto Dinas Emrys, da cui scaturirà poi l'analoga leggenda che ha per protagonista Merlino.
- la data del 425 per la presa del potere da parte di Vortigern, quella del 428 per l'arrivo dei Sassoni e quella del 437 per la battaglia combattuta tra un certo Vitalino e Ambrosio a Wallop (forse nell'odierno Hampshire).
- Diversi calcoli, da cui derivano errori, per fissare la data in cui Vortigern invitò i Sassoni in Britannia.
- Materiale genealogico su Vortigern, da cui scaturiscono i nomi dei figli (Vortimer, Pascent, Catigern e Fausto), del padre (Vitalis), del nonno (Vitalinus) e di un bisnonno (Gloui) che assocerebbe Vortiger con Glevum, la civitas di Gloucester.

La Historia Brittonum riferisce di Quattro battaglie avvenute nel Kent, ovviamente collegate con il materiale presente nella Cronaca anglosassone (vedi dopo). Nella Historia Brittonum si dice che il figlio di Vortigern, Vortimer, guidò i Britanni contro i Sassoni di Hengest. Inoltre, viene detto che i Sassoni furono cacciati dalla Britannia e poi richiamati pochi anni dopo sempre da Vortigern dopo la morte di Vortimer. Nella Historia Brittonum si ravvisa un tentativo da parte di uno o più studiosi britannici anonimi di fornire più dettagli sul racconto e di armonizzare le diverse tradizioni.

### La Cronaca anglosassone
La Cronaca anglosassone fornisce molti dettagli su Vortigern. Fonte importantissima per la storia medioevale inglese questa compilazione di dati e eventi in ordine cronologico, eseguita per ordine del re sassone del Wessex, Alfredo il grande ben quattro secoli dopo gli avvenimenti narrati, quindi a partire dall'890, essa dà ad esempio le date e le ubicazioni delle Quattro battaglie combattute da Hengest e Horsa contro i Britanni nella parte meridionale dell'isola, collocate nella contea del Kent. Per la “cronaca”, che segue la datazione proposta dal venerabile Beda, nell'anno 449, Vortigern invitò appunto i due fratelli Hengest e Horsa che sbarcarono nella località non meglio localizzata di Ipwinesfleet (Pegwell Bay, forse Ebb Fleet nell'isola di Thanet, oggi integrata alla terraferma, a nord di Sandwich, nella punta settentrionale del promontorio del Kent ), da cui sferrarono l'attacco contro i Pitti dandoli alla fuga. Essi vennero ospitati con tutti gli onori e invitati dallo stesso Vortigern ad insediarsi nelle ricche terre britanniche ma alcuni anni più tardi, nel 455, essi tradirono l'ospitalità del re rivoltandoglisi contro. Horsa venne ucciso ma Hengest riuscì ad impadronirsi del regno insieme al figlio Oisc il quale regnò sul Kent per ventiquattro anni. Alcuni anni dopo vediamo padre e figlio combattere a ovest contro i gallesi (Welsh). Vortigern avrebbe guidato i Britanni in solo una di queste battaglie, mentre nelle altre i nemici dei Sassoni sono chiamati ora Britanni ora Gallesi. Sebbene non si parli apertamente di sconfitte subite dai Sassoni, l'ubicazione dei quattro scontri suggerisce una loro progressiva ritirata. L'ultima battaglia, datata al 465 dall'opera, fu combattuta a Wippedsfleot, luogo dove i Sassoni erano sbarcati la prima volta. Nella Cronaca Vortigern compare per l'ultima volta nell'anno 455. In realtà, i britanni dovevano aver già da tempo dimestichezza con i germani; d'altra parte le loro usanze erano loro più congeniali di quelle romane, che presto dimenticarono. Non si dimentichi al riguardo che gruppi di Belgi erano già stanziati nell'isola da tempo immemorabile, ben sei secoli prima della conquista romana: l'impatto tra i britanni e gli anglosassoni non dovette essere poi così traumatico.

### Guglielmo di Malmesbury
Di poco antecedente a Goffredo di Monmouth, Guglielmo di Malmesbury contribuì nel suo De Gestis Regum Anglorum alla damnatio memoriae di Vortigern, che viene definito re di Britannia e viene dipinto come una figura malvagia, descrizione che però non trova conferme in altre fonti e che sembra quindi essere una voluta esagerazione. Secondo Guglielmo, re Cenwalh del Wessex sconfisse per due volte i Britanni, una a Wirtgernesburg (fortezza di Vortigern), identificata con Bradford sull'Avon, nel Wiltshire occidentale, e una sulla montagna chiamata Pen.

### Goffredo di Monmouth
È nella Historia Regum Britanniae di Goffredo di Monmouth che la vicenda di Vortigern assunse i contorni oggi conosciuti. Goffredo — o la tradizione orale che avrebbe utilizzato — cercò di conciliare le precedenti storie in una narrazione coerente, combinando fonti continentali e fonti britanniche. Goffredo sostiene che la sua fonte era "libro scritto in lingua Britannica e degno di fede". Secondo alcuni studiosi, Goffredo era un bretone, come mostrerebbero molti aspetti della sua opera, che avrebbe cercato di normannizzare la storia britannica. Al di là di tutto, comunque, egli creò una storia che divenne ugualmente popolare in Galles, Inghilterra, Normandia e nel resto d'Europa. Alcuni elementi potrebbero venire da tradizioni orali contemporanee: ad esempio il sito del banchetto dove i Sassoni uccisero i capi britannici, ubicato nell'odierno Wiltshire, e la figura di Eldol, console di Gloucester che, sfuggito al massacro, servì lealmente Ambrosio Aureliano. Le battaglie in cui centinaia di migliaia di soldati furono massacrati sono una chiara invenzione di Goffredo, così come i numerosi discorsi attribuiti a re e generali. Secondo Goffredo, Vortigern successe a Costante II, figlio dell'usurpatore Costantino III. Inoltre, secondo Goffredo, Vortigern usò Costante come re burattino e regnò attraverso lui fino a quando decise di eliminarlo approfittando di un attacco dei Pitti. Anche questa storia va vista come un'invenzione per creare il background di Vortigern prima della sua salita al potere. Goffredo è anche il primo a menzionare il nome della figlia di Hengest, Rowena, che seduce e sposa Vortigern, evento da cui scaturì la rivolta dei figli di Vortigern. Come nella Historia Brittonum, anche nell'opera di Goffredo si dice che a Vortigern successe per un breve periodo il figlio Vortimer.

### Robert Wace
Dopo Guglielmo di Malmesbury, Robert Wace aggiunge molto materiale alla storia di Vortigern. Gli studiosi ritengono che gli vada attribuita più credibilità che a Goffredo nel riportare le tradizioni orali. Vortigern compare raramente nei successivi racconti su Re Artù, ma quando compare è la figura descritta da Goffredo o da Wace.

## Vortigern figura storica?
A guadare tutte queste storie, viene da chiedersi se dietro ci sia davvero stata una persona reale: ci fu davvero un aristocratico o un magistrato che nella Britannia post romana negoziò un trattato con alcuni Sassoni perché servissero come mercenari? L'iscrizione sulla Colonna di Eliseg, una croce di pietra che si trova nel Galles del nord e che risale alla metà del IX secolo, riporta una variante brittonica di Vortigern: Guorthigern, un nome simile a Vortigern, o al superbus tyrannus di Gildas. L'iscrizione afferma anche che sposò Sevira e che la sua linea di discendenza arriva alla dinastia reale del Powys, che eresse la colonna.
È stato suggerito che più che un nome proprio, Vortigern potrebbe essere stato un titolo. La parola britannica tigern (regale) farebbe pensare che Vortigern ("Vor-tigern") significhi qualcosa come gran signore o comandante supremo. Tuttavia questa ipotesi sembra improbabile alla luce del fatto che nessuno dei contemporanei che portano nomi che contengono la parola -tigern (San Kentigern, Catigern, Ritigern o Tigernmaglo) furono re. Ed anche se ci sono più persone chiamate Vortigern (nove in Irlanda coi nomi Vortigern Fortchern o Foirtchern), sono tutte persone comuni. Inoltre, fuori dall'Irlanda in questo periodo non esisteva la figura del re supremo. Ed è quindi improbabile che Vortigern avesse questo titolo. Tuttavia, potrebbe aver assunto in tarda età un titolo che stava a indicare una figura nuova e finora sconosciuta. Un'altra possibilità è che quel tigern stia a significare leader, persona importante o presidente, senza che però questo fosse coercitivo per l'aristocrazia. Ciò porterebbe a pensare che il titolo Vortigern indicherebbe la sua posizione nel consiglio. I membri del consiglio sarebbero quindi stati tutti dei tigern (persone di alto rango) e il loro presidente sarebbe stato denominato Vortigern, cioè tigern superiore. Il Vortigern della tradizione sarebbe dunque una figura il cui ruolo fu però ingigantito.